# Divizia 1 Cavalerie (1918-1920)
Divizia 1 Cavalerie a fost o mare unitate de cavalerie, de nivel tactic, din Armata României, care a participat la acțiunile militare postbelice, din perioada 1918-1920, fiind formată din Brigada 1 Roșiori (1918-1920 ,Compania 1 Cicliști (1918-1920, Regimentul 8 Roșiori, Brigada 4 Roșiori,Brigada 6 Roșiori, Regimentul 11 Roșiori. Divizia a fost comandata de domnul General Romulus Scărișoreanu. :pp. 328-329

## Compunerea de luptă
În perioada campaniei din 1919, divizia a avut următoarea compunere de luptă::p. 328
- Divizia 1 Cavalerie

- Compania 1 Cicliști (1918-1920 - comandant: căpitan Aslan Ceaur Gheorghe
- Brigada 1 Roșiori (1918-1920 - comandant: colonel A. Livezeanu
- Regimentul 8 Roșiori (1918-1920 - comandant: colonel I. Daschevici
- Brigada 4 Roșiori (1918-1920 - comandant: general Rusescu Gheoghe
- Regimentul 3 Roșiori (1918-1920 - comandant: colonel Odogbescu G.
- Brigada 6 Roșiori (1918-1920 - comandant: colonel Lupașcu Anton
- Regimentul 11 Roșiori (1918-1920 - comandant: locotenent-colonel adjutant Athanasescu Gheorghe.

## Participarea la operații

### Campania anului 1919
În cadrul acțiunilor militare postbelice,  Divizia 1 Cavalerie a participat la Operația ofensivă a Armatei României la vest de Tisa (1919). În luna iulie 1919, proiectul de operații prevedea ca Divizia 1 Cavalerie să taie retragerea trupelor inamice, efort în urma căruia s-au luat un număr important de prizonieri.

## Comandanți
- General Romulus Scărișoreanu(militar)